# CFC - Savoir partager les savoirs
Pour les articles homonymes, voir CFC.
Le CFC est l’organisme qui gère collectivement les droits d’auteur de la presse et du livre pour les rediffusions numériques et papier de leurs contenus par les secteurs pédagogique et professionnel. 
Au titre des droits de voisins de la presse, le CFC collecte et répartit les redevances dues par les plateformes BtoB qui utilisent les contenus de presse et il répartit également les droits voisins de la presse perçus par la société DVP auprès des grandes plateformes numériques BtoC.
Enfin, le CFC répartit les droits d’auteur qui lui sont versées par copie France et revenant aux éditeurs pour la copie privée numérique de la presse (smartphone, tablette, disque dur, clés usb…). 

## Missions
Le CFC autorise contractuellement les organisations (entreprises, administrations, établissements d’enseignement, organismes de formation, associations) à rediffuser les contenus du livre et de la presse dans le respect du droit d’auteur
Il reverse, plusieurs fois par an aux auteurs et aux éditeurs des œuvres qui ont fait l’objet de reproductions, les sommes collectées auprès de ces organisations
En tant que représentant des intérêts de la presse et du livre, il agit au niveau national et international pour promouvoir, faire évoluer et défendre le droit d’auteur et la gestion collective : mobilisation des acteurs de l’écrit, représentation dans les organismes internationaux, signature d’accord de réciprocité avec 25 pays étrangers pour autoriser la copie d’œuvres étrangères en France et permettre aux organisations étrangères d’utiliser des œuvres françaises
Le CFC consacre également une partie des sommes qu’il perçoit au financement d’actions culturelles participant au rayonnement de la presse et du livre ainsi qu’à l’information et à la professionnalisation de ses acteurs

## Chiffres clés
· 80 000 organisations couvertes par une licence CFC
· 1 millard d'euros collectés au nom des auteurs et des éditeurs depuis 1983
- 300 000œuvres (livres, titres de presse, programmes audiovisuels) ont reçu des droits depuis 1990
· 98 actions culturelles soutenus en 2023

## Fonctionnement
Le CFC est administré paritairement par les éditeurs de livre, les éditeurs de presse et les auteurs/sociétés d’auteurs : 12 ayants droit forment son conseil d’administration (Comité) et 31 composent ses autres instances.
Le CFC est agréé par le ministère de la Culture depuis 1996 pour la copie papier et depuis 2023 pour les rediffusions numériques de la presse et du livre à des fins pédagogiques. Il représente dans ce cadre tous les auteurs et les éditeurs sans que ces derniers n’aient à faire de démarches spécifiques pour recevoir leurs droits.
Depuis 2002, il gère les rediffusions numériques de la presse par les entreprises dans le cadre d’apports de droits que lui apportent les éditeurs
Le CFC est composé d’une équipe de 55 salariés.
Le CFC est contrôlé par la cour des comptes et le ministère de la culture.

## Historique
Le CFC (sous le nom de Centre Français du Copyright) a été créé en 1983 à l'initiative du Syndicat National de la Presse Médicale et des Professions de santé et de son président, le docteur Vétérinaire Patrick JOIN-LAMBERT pour rassembler et gérer collectivement les droits de reproduction et de représentation d'une centaine de périodiques médicaux dans le cadre d'une vaste étude (TRANSDOC), financée par la CEE. Il s'agissait de tester des systèmes expérimentaux d'archivage et de diffusion électronique de documents stockés sur disques optiques numériques par le CNRS et l'INSERM.
Deux ans plus tard, sur proposition de la Fédération Nationale de la Presse d'informations Spécialisées, le CFC est transformé en société civile de perception et de répartition de droits sous l'égide de la Fédération Nationale de la Presse d'informations Spécialisées (FNPS) et du Syndicat National de l'Edition (SNE), pour répondre aux préoccupations des professionnels de l'édition devant le développement de la photocopie.
Le CFC signe très rapidement un premier accord de réciprocité avec son homologue américain (CCC – Copyright Clearance Center) et son premier contrat d'autorisation de reproduction par reprographie d'œuvres protégées avec l’Inserm.
En 1988, il effectue sa première répartition entre ayants droit.
En 1991, les auteurs et sociétés d’auteurs rejoignent le CFC qui devient sous le même sigle, le Centre Français d’exploitation du droit de Copie et en 1993, les Statuts du CFC introduisent la parité de représentation des sociétés d'auteurs et des éditeurs dans son administration.
Le 3 janvier 1995, la loi instaurant une gestion collective obligatoire pour la photocopie, est promulguée et en juillet 1996, le CFC est agréé pour la première fois pour une période de 5 ans, pour gérer ces droits pour la presse et le livre.
La même année, Patrick Join-Lambert, président et gérant du CFC depuis 12 ans quitte ses fonctions, François Gèze en devient président en novembre et Jean Lissarrague prend ses fonctions de Gérant du CFC à partir de janvier 1997.
Entre 1997 et 2000, le CFC adopte des modalités de répartition pour le livre et la presse , signe de nombreux accords dans les secteurs professionnels et pédagogiques (le syndicat de l’industrie pharmaceutique, l’assemblée des Chambres Françaises de l’industrie et du commerce, la conférences des grandes écoles, la conférence des présidents d’Université et le ministère de l’éducation nationale après le dépôt de 5 plaintes contre X au titre des copies d'œuvres protégées effectuées sans autorisation dans des lycées parisiens). En décembre 2020, le CFC franchit le cap des 100 millions de Francs (6,7M€) de redevances perçus sur un exercice.
En juin 2002, le CFC élargit son périmètre de gestion de droits au numérique : L'Agefi, la Croix, les Echos, le Figaro, Investir, Libération, le Monde, la Tribune et ZD Net confient au CFC la gestion de leurs droits numériques en matière de panoramas de presse sur intranet.
En décembre 2003, les 25 dossiers de contentieux engagés ont fait l'objet d'une décision de justice favorable au CFC et le CFC se place au 6e rang mondial en termes de perception de redevances.
En 2005, 1000 éditeurs, représentant 650 titres de presse ont confié au CFC la gestion de leurs droits numériques pour les diffusions de copies numériques de leurs publications effectuées dans les entreprises et les administrations.
En avril 2006, 3 mois avant la promulgation de la loi du 1er août 2006 relative au droit d'auteur et aux droits voisins dans la société de l'information (DADVSI), le CFC signe avec le ministère de l'Éducation nationale des accords concernant ,hors reprographie, les utilisations notamment numériques d'extraits d'œuvres à des fins d'illustrations de l'enseignement et de la recherche
En juin 2008, Jean Lissarrague part du CFC, Denis NOËL devient le nouveau Directeur Général du CFC et Philippe MASSERON, jusqu’alors Directeur Juridique du CFC, devient Directeur Général Adjoint.
En février 2011, Dans le cadre de la loi relative à la rémunération pour copie privée, les éditeurs de presse désignent le CFC pour gérer la répartition des droits perçus au titre de la copie privée de publications sur des supports numériques
En 2012, les perceptions au titre de la diffusion numérique de publications représente 85 % des redevances du secteur des entreprises et des administrations. La même année Le CFC met en service sa plateforme numérique de distribution d'articles de presse, CFC Distre-Presse : un outil de découpe et d'accès numérique aux articles de publications du répertoire du CFC, exclusivement dédié aux prestataires de veille média et aux éditeurs de presse. Cette plateforme permettra également ,dans le cadre de la loi instituant une exception au droit d'auteur pour les personnes atteintes d'handicaps et d’un accord entre le CFC et la BNF, de mettre les contenus de la presse à disposition des organismes de transcription concernés.
En 2015, Denis Noel quitte le CFC et Philippe Masseron en devient le Directeur Général. lL CFC dépasse alors les 50 millions d'euros de perceptions. Un an plus tard, les groupes France Télévision, Next Interactive, Radio France et TF1 confient au CFC la gestion de leurs droits au titre des reproductions et des rediffusions numériques d’extraits de leurs programmes audio et vidéo réalisées dans le cadre des veilles media des entreprises et des administrations.
En 2018, le CFC lance l’ORRC, l’Outil de Régulation des Robots de Crawling, proposé aux éditeurs de presse dont il gère les droits dans le cadre des activités de veille web, un an plus tard il sera installé sur 30 sites de presse.
En 2021, les éditeurs de presse donnent mandat au CFC pour les copies de presse diffusées en externe et sur les sites et réseaux sociaux des organisations. Le CFC dispose dorénavant des contrats couvrant toutes les copies numériques d’œuvres des entreprises et des administrations.
En juin 2021, Philippe Masseron quitte le CFC, Dominique Bernard assure la direction transitoire de la société avant l’arrivée de Laura Boulet en novembre 2021.
En 2022, Le CFC signe un accord avec la nouvelle société des Droits Voisins de la Presse (DVP) lui permettant au CFC de gérer la perception des droits voisins des éditeurs de presse adhérents à DVP sur le marché du B2B en même temps que celle des droits d'auteurs qu'il gérait déjà.

## Liste des présidentes du CFC
| Dates                     | Président.e.s         | Domaine                                             |
| ------------------------- | --------------------- | --------------------------------------------------- |
| Depuis le 12 juillet 2022 | Hervé RONY            | représentant des auteurs et des sociétés d'auteurs  |
| 2020 – 2022               | Sabine MADELEINE      | représentante des éditeurs de presse                |
| 2017 – 2020               | Marie-Anne FERRY-FALL | représentante des auteurs et des sociétés d’auteurs |
| 2014 – 2017               | Arnaud ROBERT         | représentant des éditeurs de livres                 |
| 2011 – 2014               | Charles-Henry DUBAIL  | représentant des éditeurs de presse                 |
| 2008 – 2011               | Hubert TILLIET        | représentant des auteurs et des sociétés d’auteurs  |
| 2005 – 2008               | Vianney de LA BOULAYE | représentant des éditeurs de livres                 |
| 2002 – 2005               | Jean-Marie DOUBLET    | représentant des éditeurs de presse                 |
| 1999 - 2002               | Jacques MARSEILLE     | représentant des auteurs et des sociétés d’auteurs  |
| 1996 – 1999               | François GÈZE         | représentant des éditeurs de livres                 |
| 1984 – 1996               | Patrick JOIN-LAMBERT  |                                                     |